# Ulf Bandiko

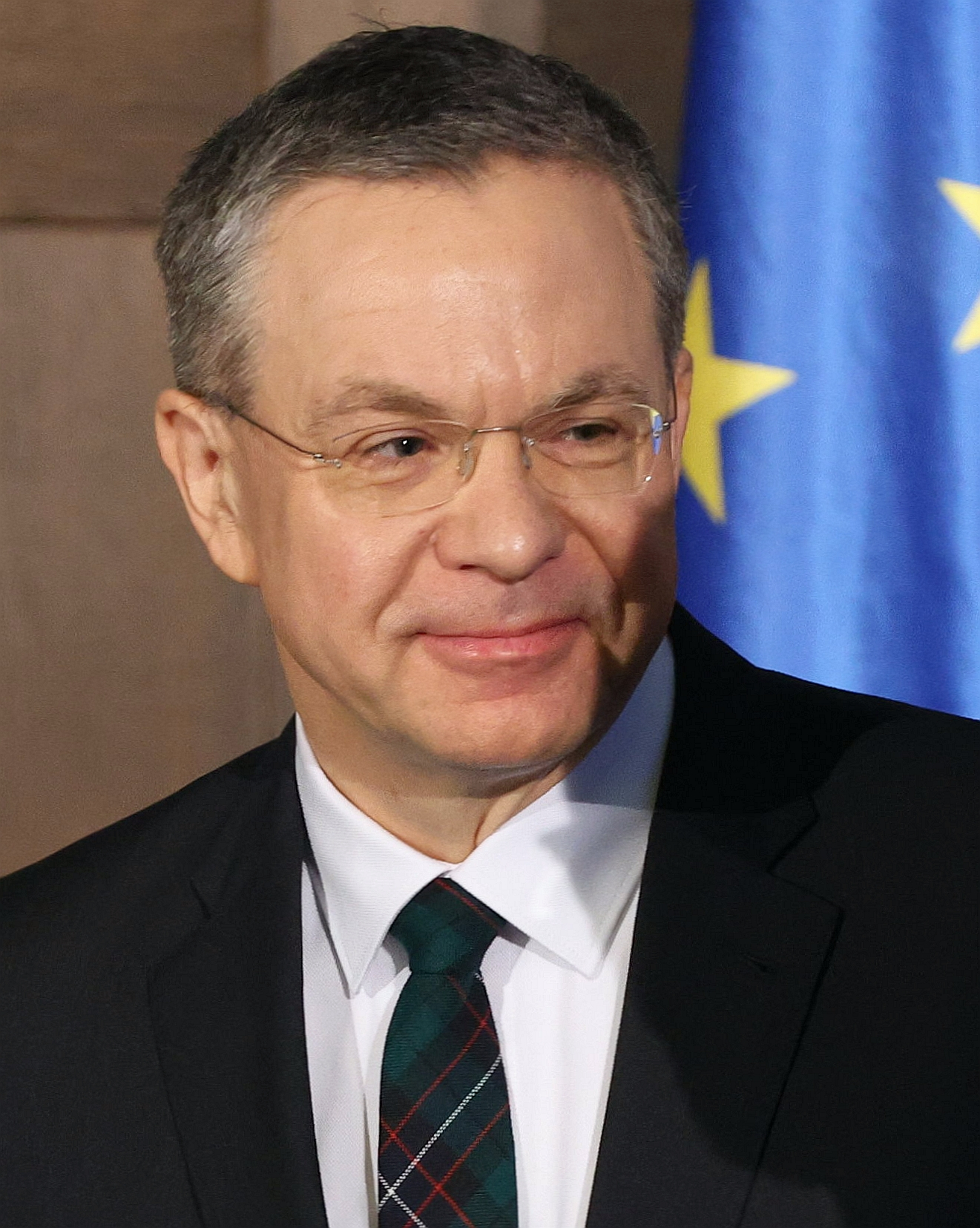
Ulf Bandiko (2024)

Ulf Bandiko (* 1969 in Meerane) ist ein deutscher Verwaltungsjurist und politischer Beamter. Seit Dezember 2024 ist er Amtschef des Sächsischen Staatsministeriums des Innern.

## Leben
Bandiko legte 1988 das Abitur ab. Von 1988 bis 1990 leistete er Wehrdienst bei der Nationalen Volksarmee. Ab 1990 studierte er Rechtswissenschaft an der TU Chemnitz und der Universität Leipzig. 1996 legte er die erste, 1998 die zweite juristische Staatsprüfung ab. Von 1998 bis 2002 war er als Referent im Rechtsreferat und als Landtagsreferent im Sächsischen Staatsministerium für Kultus tätig. Von 2002 bis 2004 war er Landtagsreferent und Leiter des Leitungsbüros im Sächsischen Staatsministerium für Wissenschaft und Kunst. 2004 wechselte er ins Sächsische Staatsministerium der Finanzen, wo er bis 2018 als Leiter des Ministerbüros sowie als Leiter verschiedener Referate tätig war. Von 2018 bis 2024 war er in der Sächsischen Staatskanzlei als Abteilungsleiter für Ressortkoordinierung, Bundesangelegenheiten und Strategische Planung tätig.
Am 19. Dezember 2024 wurde Bandiko von Ministerpräsident Michael Kretschmer im Zuge der Bildung des Kabinetts Kretschmer III zum Amtschef des von Minister Armin Schuster geleiteten Sächsischen Staatsministeriums des Innern ernannt.
Bandiko ist verheiratet und hat zwei Kinder.